# На Коминия
«На Коминия» — условное название стихотворения римского поэта Гая Валерия Катулла, включённого в состав посмертного сборника («Книги Катулла Веронского») под номером 108. Автор пишет, что, если народ захочет покарать Коминия, то первым делом вырвет язык, «враждебный достойнейшим людям», а потом вынет глаза и скормит их ворону.
Адресатом стихотворения предположительно является известный обвинитель Публий Коминий из Сполеция. Перечень кар явно схож с проклятиями в «Ибисе» Овидия и восходит, по-видимому, к Каллимаху. С чем связана ненависть Катулла к Коминию, остаётся неясным.